# 히베르 AC

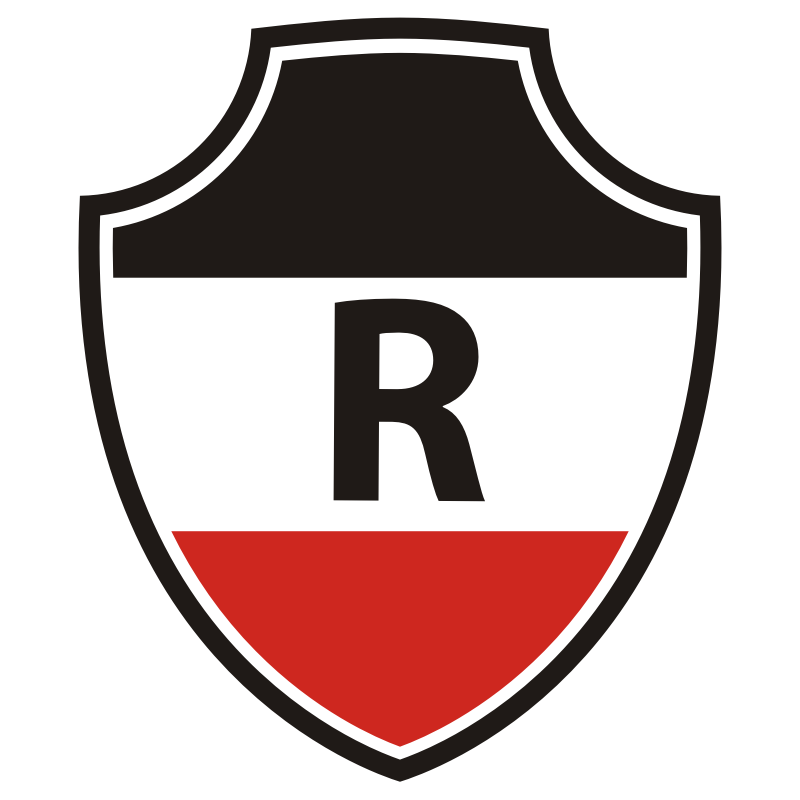

히베르 아틀레치쿠 클루비(Ríver Atlético Clube)는 브라질의 축구단으로 피아우이주의 테레지나를 연고로 한다.

## 우승
- 캄페오나투 피아우이엔시
  - 1948, 1950, 1951, 1952, 1953, 1954, 1955, 1956, 1958, 1959, 1960, 1961, 1962, 1963, 1973, 1975(1), 1977, 1978, 1980, 1981, 1989, 1996, 1999, 2000, 2001, 2002, 2007

## 선수 명단

### 현역
참고: FIFA 자격 규정에 따라 소속된 국가대표팀 국기를 표시합니다. 선수는 복수의 FIFA 비회원국 국적을 가지고 있을 수 있습니다.
| 번호 | 포지션 | 국적 | 이름 |
| ---- | ------ | ---- | ---- |

| 번호 | 포지션 | 국적 | 이름 |
| ---- | ------ | ---- | ---- |

## 역대 감독
| 감독                            | 임기 |
| ------------------------------- | ---- |
| 이바이르 아파레시두 파울리누    | 2014 |
| 와우데마르 레무스 지 올리베이라 | 2017 |